# 硫-碘循環
硫-碘循环（S-I 循环）是用于生产氢气的三步热化学循环。 S-I 循环由三个化学反应组成，其净反应物是水，净产物是氢和氧。 所有其他化学品都被回收利用。 S-I 过程需要有效的热源。

目前日本正在研究基于硫-碘循环的制氢技术。

具体反应过程如图：